# Tony Dallara
Tony Dallara (* 30. Juni 1936 in Campobasso als Antonio Lardera) ist ein italienischer Sänger und Fernsehstar. Er gewann das Sanremo-Festival 1960 und ist damit der älteste noch lebende Sanremo-Sieger.

## Karriere
Lardera kam als Sohn eines ehemaligen Scala-Choristen in Campobasso zur Welt und wuchs in Mailand auf. Erstmals näherte er sich der Musikszene, als er eine Anstellung als Techniker bei dem kleinen Musiklabel Music erhielt. Außerdem trat er gelegentlich in verschiedenen Mailänder Lokalen auf. Schließlich wurde er vom Schweizer Produzenten Walter Guertler, dem Music-Generaldirektor, entdeckt, der das junge Talent und seine Begleitmusiker unter Vertrag nahm. 1957 erschien die Single Come prima, unter dem Namen I campioni, canta Tony Dallara, die mit über 300.000 verkauften Exemplaren ein enormer Erfolg wurde.
Dallara gilt als erster Vertreter der urlatori („Schreier“), zu denen später insbesondere Mina und Adriano Celentano gezählt wurden. Er erneuerte mit seiner Gesangstechnik die italienische Musik auf für die Zeit radikale Weise, wurde jedoch selbst schon bald von der Beat-Welle überrollt. Ende der 50er-Jahre gelangen Dallara mit Brivido blu und Ti dirò (1958) sowie Non partir, Ghiaccio bollente und Per un bacio d’amor (1959) weitere Erfolge. Außerdem trat er in einigen italienischen Filmen (zumeist Musikkomödien) auf.
Ein Karrierehöhepunkt war der Sieg beim Sanremo-Festival 1960, wo er zusammen mit Renato Rascel das Lied Romantica präsentiert hatte. Schon 1961 kehrte Dallara nach Sanremo zurück und trat zusammen mit Gino Paoli mit dem Lied Un uomo vivo an; es reichte jedoch nur für den zehnten Platz. Mit Bambina, bambina  gewann er dafür noch im selben Jahr den Wettbewerb Canzonissima und auch mit La novia hatte er Erfolg. 1964 trat der Sänger noch einmal beim Sanremo-Festival an, diesmal mit Come potrei dimenticarti zusammen mit Ben E. King.
Bald erlitt Dallara allerdings einen rapiden Popularitätsverlust, begleitet von einem Einbruch der Plattenverkäufe. Bis Anfang der 70er-Jahre nahm er dessen ungeachtet weiterhin Musik auf, dann zog er sich zwischenzeitlich zurück und betätigte sich stattdessen durchaus erfolgreich als Maler. Anfang der 80er-Jahre kehrte Dallara zur Musik zurück und hatte mit Amada mia (1980) und Senza piangere (1981) wieder kleinere Erfolge. Durch regelmäßige Fernsehauftritte ist er dem italienischen Publikum bis heute präsent.

## Diskografie
Anmerkung: Italienische Charts setzen erst 1960 (Singles) bzw. 1964 (Alben) ein.

### Alben
- 1958 – I Campioni canta Tony Dallara (Music LPM 1007; mit I Campioni)
- 1958 – Tony Dallara (Music LPM 1010)
- 1959 – Tony Dallara con Ezio Leoni (Music LPM 1014)
- 1961 – Bambina bambina (Music LPM 1025)
- 1964 – Tony Dallara (Jolly LPJ 5040)
- 1965 – Tony Dallara (Jolly LPJ 5046)
- 1981 – Amada mia (Euro Music Corporation EUR MLP 605)
- 1987 – Più di prima (Fonit-Cetra PL 718)
- 1987 – Tony Dallara e Betty Curtis (Etichetta Targa)

### EPs
- 1958 – I Campioni canta Tony Dallara (Music EPM 10073; mit I Campioni)
- 1958 – I Campioni canta Tony Dallara (Music EPM 10099; mit I Campioni)
- 1958 – I Campioni canta Tony Dallara (Music EPM 10105; mit I Campioni)
- 1958 – O.K. Corral (Music EPM 10114; mit The Rocky Mountain Ol’Time Stompers)
- 1958 – I Campioni canta Tony Dallara (Music EPM 10124; mit I Campioni)
- 1959 – Per un bacio d’amor (Music EPM 10139)
- 1959 – Julia (Music EPM 10145)
- 1959 – Poveri milionari (Music EPM 10157)
- 1959 – Tony Dallara (Music EPM 10158)
- 1959 – Tony Dallara (Music EPM 10163)
- 1960 – Sanremo 1960 (Music EPM 10165)

### Singles
| Jahr | Titel Album       | Höchstplatzierung, Gesamtwochen, AuszeichnungChartplatzierungen (Jahr, Titel, Album, Platzierungen, Wochen, Auszeichnungen, Anmerkungen) | Höchstplatzierung, Gesamtwochen, AuszeichnungChartplatzierungen (Jahr, Titel, Album, Platzierungen, Wochen, Auszeichnungen, Anmerkungen) | Anmerkungen                                                                |
| Jahr | Titel Album       | IT | US | Anmerkungen                                                                |
| ---- | ----------------- | --- | --- | -------------------------------------------------------------------------- |
| 1958 | Come prima        | — | US60 (7 Wo.)US | Music 2217, 1957 B-Seite: L’autunno non è triste                           |
| 1960 | Ghiaccio bollente | IT6 (5 Wo.)IT | — | Music 2285, 1959 B-Seite: Vertigine                                        |
| 1960 | Romantica         | IT1 (16 Wo.)IT | — | Music 2306 B-Seite: Non sei felice Siegerbeitrag zum Sanremo-Festival 1960 |
| 1960 | Noi               | IT6 (4 Wo.)IT | — | Music 2307 B-Seite: Perderti                                               |
| 1960 | Cynzia            | IT15 (5 Wo.)IT | — | Bluebell Records BB 03030 B-Seite: Verde amore                             |
| 1961 | La novia          | IT1 (14 Wo.)IT | — | Music 2339 B-Seite: Caccia all’uomo                                        |
| 1961 | Bambina bambina   | IT4 (14 Wo.)IT | — | Music 2341 B-Seite: Come te                                                |
| 1962 | Caterina          | IT12 (1 Wo.)IT | — | Music                                                                      |
| 1963 | Norma             | IT8 (4 Wo.)IT | — | Music 2365, 1962 A-Seite: Tu che sai di primavera                          |

grau schraffiert: keine Chartdaten aus diesem Jahr verfügbar
Weitere Singles
- 1957 – The Searcher / Chiken Reel (Music 2209)
- 1957 – Me piace sta vucchella / Che m’e’ ’mparato a ’ffa (Music 2210)
- 1957 – Pecchè nun saccio di’ / Che sbadato (Music 2211)
- 1957 – Lonely Man / The Last Round Up (Music 2215)
- 1957 – Nu tantillo ’e core / Maliziusella (Music 2216)
- 1958 – Ti dirò / My Tennessee (Music 2218)
- 1958 – Condannami / Brivido blu (Music 2219)
- 1958 – O.K. Corral / Quel treno per Yuma (Music 2220)
- 1958 – Strada ’nfosa / Tieneme strett’a te (Music 2225)
- 1958 – Bambina innamorata / L’edera (Music 2226)
- 1958 – Amami poco / Per un bacio d’amor (Music 2234)
- 1958 – La mia storia / Non so dir (Ti voglio bene) (Music 2235)
- 1958 – Non partir / giungerò fino a te (Music 2247)
- 1959 – Julia / Mi perderò (Music 2250; mit i Continentals)
- 1959 – Primo amore / Non è così (Music 2251)
- 1959 – Nessuno / Per tutta la vita (Music 2252)
- 1959 – Conoscerti / Tua (Music 2253)
- 1959 – Piove / Per tutta la vita (Music 2254)
- 1959 – Mi sento in estasi / Amiamoci così (Music 2258; mit i Continentals)
- 1959 – Poveri milionari / Son tornato da te (Music 2264)
- 1959 – A squarciagola / Sono pazzo di te (Music 2272)
- 1959 – Non passa più / Anima mia (Music 2284)
- 1959 – Oceano / Lasciati baciare (Music 2286)
- 1959 – Ricordiamoci / Tu sei nata per me (Music 2291)
- 1960 – Libero / È vero (Music 2308)
- 1960 – Madonnina / Se bacio la tua bocca (Bluebell Records BB 03031)
- 1960 – Noi / Perderti (Music 2307)
- 1961 – Un uomo vivo / Al di là (Music 2327)
- 1961 – Come noi / Monica (Music 2340)
- 1961 – A.A.B.C. / La canzone dei poeti (Music 2343)
- 1962 – Alla mamma / La notte è giovane (Music 2347)
- 1962 – La escalera / In un mare (Music 2352)
- 1962 – Chiedo perdono / Tempo di Roma (Music 2359)
- 1964 – Come potrei dimenticarti / Cosa vuoi (Jolly J 20222)
- 1964 – Ti devo dire no / Quando siamo in compagnia (Jolly J 20231)
- 1964 – Quattro parole / Sei giovedì (Curci SP 1013)
- 1965 – Operazione tuono / Ballerina (Ri-Fi RFN 16096)
- 1965 – Si chiamava Lucia / Guardiamoci in faccia (Ri-Fi RFN 16096)
- 1966 – I ragazzi che si amano / E l’alba non verrà (CBS 2213)
- 1967 – Tante tante tante tante tante / Comme ’o destino de fronne (CBS 2979)
- 1967 – Simpaticissima / Non ho avuto mai (Magistral R 10)
- 1970 – Buon Natale / Dimmi papà (Signal S613)
- 1971 – Non importa, ci sarà da mangiare anche per tre / Non darti a lui (Rex 70 RNP 011)
- 1972 – Ho negli occhi lei / Per il tuo amore (Rex 70 RNP 013)
- 1972 – Mister amore / Viva gli sposi (Telerecord TLC np 1972)
- 1981 – Senza piangere / Ci riuscirò (Euro Music Corporation EUR 1957)
- 1983 – T’amo t’amo / Promises (City C 6503)
- 1991 – C’è l’inferno…Pensieri in musica (Babes record BB-MC Giorgio Oddoini)

## Filmografie
- 1958: L’amico del giaguaro – Regie: Giuseppe Bennati
- 1959: Agosto, donne mie non vi conosco – Regie: Guido Malatesta
- 1959: I ragazzi del Juke-Box – Regie: Lucio Fulci
- 1960: I Teddy boys della canzone – Regie: Domenico Paolella
- 1960: Sanremo – La grande sfida – Regie: Piero Vivarelli
- 1963: Tempo di Roma – Regie: Denys de La Patellière